# Похвальский, Владислав
Владислав Похвальский (пол. Władysław Pochwalski; 14 апреля 1860, Краков — 2 ноября 1924, Краков) — польский художник, реставратор и консерватор произведений искусства.

## Биография
Одним из представителей семьи потомственных краковских художников Похвальских. Сын Юзефа Каспера Похвальского. Младший брат художника Казимира Похвальского.
Обучался в Академии изящных искусств в Кракове. Ученик Яна Матейко, Вл. Лущкевича и Ф. Шиналевского. Затем с 1890 г. в Мюнхенской академии изобразительных искусств под руководством профессора Александра фон Вагнера.
После 1885 года начал выставлять свои картины в Кракове, в первую очередь, пейзажи и жанровые полотна, а также портреты. Так, в 1887 году по заказу Ягеллонского университета он написал парадный портрет императора Франца-Иосифа.
В июле 1891 года на выставке студенческих работ отмечен похвальным дипломом.
После окончания академии на протяжении ряда лет преподавал рисунок и живопись на Дополнительных курсах женской двухлетней школы. Одновременно занимался реставрацией картин и фресок, так, в 1907 г. воссоздал уничтоженную настенную роспись в костеле св. Анджея в Кракове.
Со временем стал известным консерватором произведений искусства. Основал первую крупную мастерскую по консервации в Кракове (1907). Работал руководителем созданного им предприятия по консервации и реставрации при Национальном музее в Кракове.
Основатель и многолетний член Союза польских художников-пластиков. Активный член «Общества опеки над памятниками искусства и культуры Польши».
Похоронен на Раковицком кладбище в Кракове рядом с отцом и братом.

## Творчество

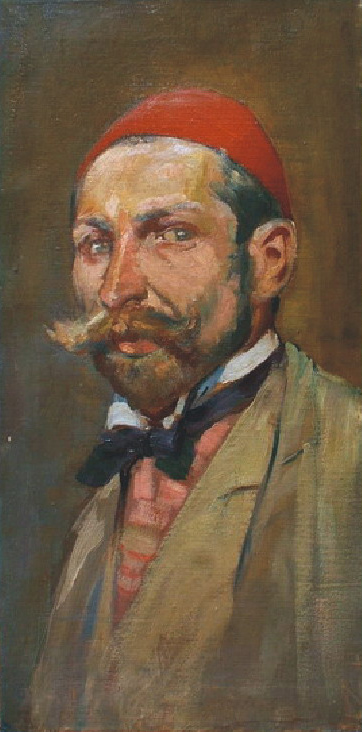
Автопортрет

Основные работы художника относятся портретной и пейзажной живописи, графике.

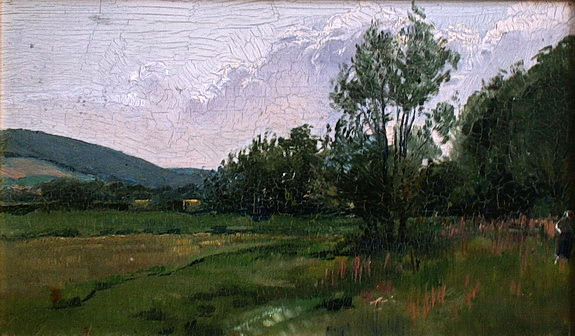
Пейзаж
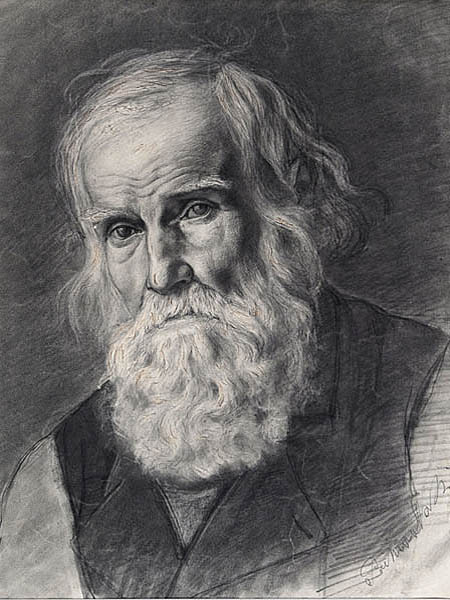
Портрет мужчины
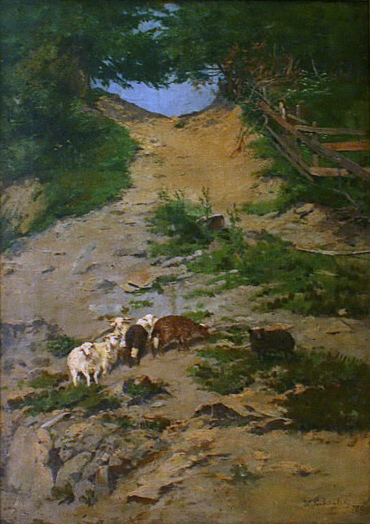
Пейзаж с овечками
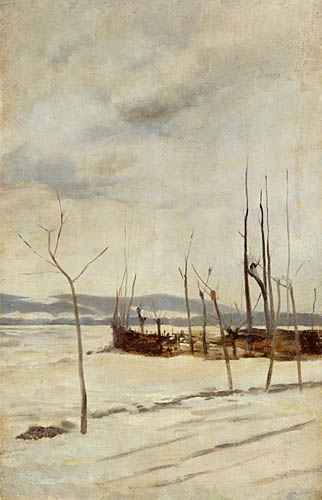
Зимний пейзаж